# Karim Barras

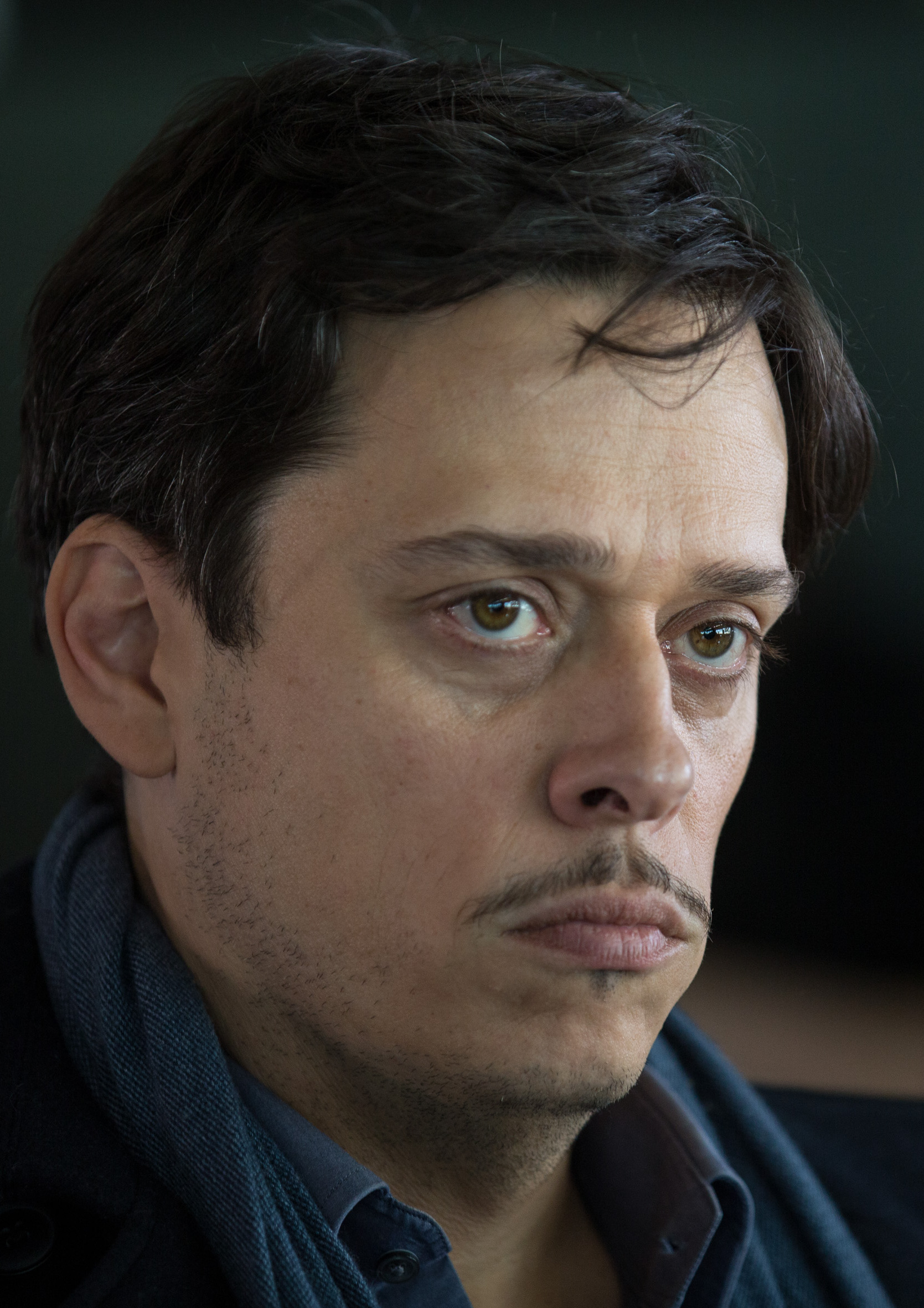
Karim Barras (2017)

Karim Barras (* 1973 in Genf) ist ein schweizerisch-französischer Schauspieler. Er wohnt in Brüssel.

## Biografie
Barras studiert Schauspiel an der I.N.S.A.S. (l’Institut National Supérieur des Arts du Spectacle) in Brüssel, seinen Abschluss machte er 1993.
Bereits früh wurde er für seine Leistungen am Theater ausgezeichnet, unter anderem mit dem Prix du Théâtre als bester Nachwuchsdarsteller. Er setzte seine Karriere am Theater fort, spielte in mehreren Stücken am Théâtre Varia in Brüssel, wo er wiederholt unter der Regie von Armel Roussel, Michel Dezoteux und weiteren auf der Bühne stand.
Ab 1997 drehte er auch für Film und Fernsehen, für Kurz- und Langspielfilme sowie Fernsehserien. Unter anderem übernahm er eine durchgehende Nebenrolle in der Schweizer TV-Serie Im Sog des Geldes (Quartiers des Banques) unter der Regie von Fulvio Bernasconi, für die er 2018 mit dem Schweizer Fernsehfilmpreis als bester Nebendarsteller ausgezeichnet wurde.
2023 war er in Un silence des belgischen Regisseurs Joachim Lafosse zu sehen, der am Filmfestival von San Sebastian uraufgeführt wurde.
Für seine Rolle in Bisons von Pierre Monnard, der an den Solothurner Filmtagen seine Premiere feierte, wurde Barras für den Schweizer Filmpreis 2024 in der Kategorie bester Darsteller nominiert.
Barras war als Synchronsprecher für diverse Filme und Serien tätig, unter anderem interpretierte er die Stimme von Jesse Eisenberg, Kevin Hart und Steve Zahn, und wirkte bei Animationsfilmen und -serien wie den Avengers mit.

## Theater

### Als Schauspieler
(Quelle:)
- 1996: Roberto Zucco von Bernard-Marie Koltès – Regie: Armel Roussel (Théâtre Varia)
- 1998: Les Européens von Howard Barker – Regie: Armel Roussel (Théâtre Varia)
- 1998: Le Fou et la Nonne von Stanisław Ignacy Witkiewicz – Regie: Jean-Michel d’Hoop (Théâtre de La Balsamine)
- 1999: Sauvés d’Edward Bond – Regie: Michel Dezoteux (Théâtre Varia)
- 1999: Artefact – Regie: Armel Roussel (Théâtre Varia)
- 2000: Enterrer les morts, réparer les vivants, nach Platonov von Anton Tschekhow – Regie: Armel Roussel (Théâtre de l’Union – C.D.N)
- 2000: Manque von Sarah Kane – Regie: Nathalie Mauger (Rideau de Bruxelles)
- 2002: Le Lieutenant d’Inishmore von Martin McDonagh – Regie: Derek Goldby (Théâtre de Poche)
- 2003: Richard III von William Shakespeare – Regie: Michel Dezoteux (Théâtre Varia)
- 2004: Les Acteurs de bonne foi von Marivaux – Regie: Mathias Simons (Théâtre de la Place)
- 2005: L’Avare von Molière – Regie: Michel Dezoteux (Théâtre Varia)
- 2005: Pop ? – Regie: Armel Roussel (Théâtre Varia)
- 2007: Strange Fruit nach Abel Meeropol – Regie: Michel Dezoteux (Théâtre Varia)
- 2008: Le Revizor von Nicolas Gogol – Regie: Michel Dezoteux (Le Manège Mons)
- 2009: Si demain vous déplaît… – Regie: Armel Roussel (Théâtre Varia)
- 2009: L’Affaire de la rue de Lourcine von Eugène Labiche und Gibier de potence – Regie: Georges Feydeau (Théâtre Varia)
- 2010: Les Trois Sœurs vom Anton Tschekhow – Regie: Michel Dezoteux (Théâtre Varia)
- 2013: Hamlet von Shakespeare – Regie: Michel Dezoteux (Théâtre Varia)
- 2013: Une lettre à Cassandre von Pedro Eiras – Regie: David Strosberg (Théâtre Les Tanneurs, Théâtre de la Place)
- 2014: Mange ta glace  – Regie: Sofie Kokaj (Théâtre Les Tanneurs)
- 2015: Woyzeck von Georg Büchner – Regie: Michel Dezoteux (Théâtre Varia)
- 2015: Rumore di acque – Text und Regie: Marco Martinelli (Le Manège Mons)

### Musik und weiteres
- 1994: Commerce Gourmand von Jean-Marie Piemme – Regie: Rahim Elasri (Atelier St-Anne)
- 1994: Such A Bad Experience Never Again (S.A.B.E.N.A.) – Regie: Jean-Christophe Lawers (Atelier St-Anne)
- 2009: This is not a love song – Regie: Sofie Kokaj (Théâtre de la Balsamine)
- 2009: Si demain vous déplaît – Regie: Armel Roussel (Théâtre Varia)
- 2014: Le Dragon d’or von Roland Schimmelpfennig – Regie: Sophia Betz (Théâtre Varia)

## Filmografie

### Kino

#### Langfilme
- 1997: Chronique – Regie: Pierre Maillard
- 2008: Vampires – Regie: Vincent Lannoo
- 2009: Marieke und die Männer (Marieke, Marieke) – Regie: Sophie Schoukens
- 2011: The Incident – Regie: Alexandre Courtès
- 2012: Tombville – Regie: Nicolas List
- 2015: Daedalus – Regie: Jean-Manuel Fernandez
- 2017: Tueurs – Regie: François Troukens und Jean-François Hensgens
- 2021: OSS 117 – Liebesgrüße aus Afrika (OSS 117: Alerte rouge en Afrique noire) – Regie: Nicolas Bedos
- 2023: Ein Schweigen – Un Silence (Un Silence) – Regie: Joachim Lafosse
- 2024: Bisons – Regie: Pierre Monnard

#### Kurzfilme
- 1997: Morgane – Regie: Raphaël Blanc
- 1999: La nuit, tous les chats sont gris – Regie: Micha Wald
- 2002: Les Galets – Regie: Micha Wald
- 2009: Week-end – Regie: Romain Graf

### Fernsehen
- 1999: Les Steenfort, maîtres de l’orge, Miniserie von Jean-Daniel Verhaeghe (France 2 und RTBF)
- 2001: Nana, Miniserie von Édouard Molinaro (France 2)
- 2014: À livre ouvert, TV-Serie von Stéphanie Chuat und Véronique Reymond (RTS und France 2)
- 2015–2018: Frankreich gegen den Rest der Welt (Au service de la France), TV-Serie von Alexandre Courtès (Arte)
- 2017: Im Sog des Geldes (Quartier des Banques) TV-Serie von Fulvio Bernasconi (RTS)
- 2018: The Break (La Trêve saison 2) (RTBF)
- 2018: Die purpurnen Flüsse (Les Rivières pourpres) (France 2)
- 2019: Helvetica
- 2021: La Chance de ta vie – Regie: Chris Niemeyer (RTS)
- 2022: Messieurs Pipi (RTBF Auvio und Tipik)
- 2023: Polar Park – Eiskalte Morde (Polar Park) – Regie: Gérald Hustache-Mathieu

## Auszeichnungen
- 1998: Prix du théâtre als bester Nachwuchsschauspieler
- 2013: Prix de la critique in der Kategorie Bester Darsteller
- 2018: Schweizer Fernsehfilmpreis als bester Nebendarsteller für Quartiers des Banques
- 2024: Schweizer Filmpreis 2024 als bester Darsteller für Bisons[15]

## Synchronsprecher
(Quellen:)

### Kino
- Kevin Hart in :
  - Think Like a Man (2012): Cedric Wright
  - Think Like a Man Too (2014): Cedric Wright
  - Mise à l’épreuve (2014): Ben Barber
  - Mise à l'épreuve 2 (2016): Ben Barber
  - Back to School (2018): Teddy Walker
  - Fast and Furious: Hobbs and Shaw (2019): Dinley

- Steve Zahn in :
  - Journal d’un dégonflé (2010): Frank Heffley
  - Journal d’un dégonflé: Rodrick fait sa loi (2011): Frank Heffley
  - Journal d’un dégonflé: Ça fait suer ! (2012): Frank Heffley

- Chris Pratt in :
  - Une soirée d’enfer (2011): Kyle Masterson
  - 10 ans déjà: Cully

- Jesse Eisenberg in :
  - The Double (2013): Simon / James
  - Vivarium (2020): Tom

- 2008: Baron Rouge: der Leuthnant Lehmann (Hanno Koffler)
- 2009: Dead Snow: Roy (Stig Frode Henriksen)
- 2011: La Conspiration: Nicholas Baker (Justin Long)
- 2012: Fire with Fire: Vengeance par le feu: Sherrod (Nnamdi Asomugha)
- 2015: Into the Woods: der Vater des Bäckers (Simon Russell Beale)
- 2015: Dope
- 2017: The Babysitter: der Vater von Cole (Ken Marino)
- 2019: Little: M. Marshall (Justin Hartley)
- 2019: Fisherman’s Friends: Troy (Noel Clarke)
- 2020: The Night (en): Babak (Shahab Hosseini)
- 2021: Candyman: Anthony (Yahya Abdul-Mateen II)
- 2021: Minamata: William Eugene Smith (Johnny Depp)
- 2021: Red Rocket: Mikey Saber (Simon Rex)
- 2021: Défense d’atterrir: Gu In-ho (Song Kang-ho)
- 2022: Ne dis rien: Patrick (Fedja van Huêt)
- 2022: Nostalgia: Don Luigi Rega (Francesco Di Leva)
- 2022: À contretemps: Manuel (Juan Diego Botto)
- 2022: The Lair (en): le sergent Tom Hook (Jonathan Howard (en))
- 2023: Misanthrope: Dimitri (Mark Antony Krupa)

#### Animationsfilme
- 2007: Crows Zero: Ken Katagiri
- 2009: Barbie und Die Drei Musketiere (Barbie et les Trois Mousquetaires): das Schwein und ein Musketier
- 2010: Yu-Gi-Oh! Réunis au-delà du temps: Seto Kaiba et Viper (Thesalonixus)
- 2010: Beyblade, der Film: Benkei Hanawa
- 2012: Pinocchio: der grüne Fischer
- 2013: Space Pirate Captain Harlock (Albator, corsaire de l’espace): Toshiro
- 2017: L’Île des monstres
- 2019: Le Cristal magique: Lupo
- 2021: Koati: Cali
- 2021: Le Royaume des étoiles (de): zusätzliche Stimme
- 2022: Le Lion et les trois brigands (no): Casper

### Fernsehen

#### Fernsehfilme
- Jordan Fisher in :
  - Teen Beach Movie (2013): Seacat
  - Teen Beach 2 (2015): Seacat

- 2007: Les Contes de Grimm: Le Nain Tracassin
- 2009: Les Hauts de Hurlevent: Heathcliff (Tom Hardy)
- 2017: Gun Shy: Clive Muggleton (Martin Dingle Wall)
- 2020: Coup de foudre à la carte: Nathaniel (Joey Vieira)

#### TV-Serien
- John Leguizamo in :
  - Waco (2018): Jacob Vazquez (mini-série)
  - Waco: L'Après (2023): Jacob Vazquez (mini-série)
- 2011: Profession Négociateur (en): Mikey Snyders (Damian Snyders) (mini-série)
- 2011–2012: Boss: Sam Miller (Troy Garity) (18 éEpisoden)
- 2013–2016: Real Husbands of Hollywood: Kevin Hart (Kevin Hart) (59 Episoden)
- 2013–2019: Orange Is the New Black: Joel Luschek (Matt Peters (en)) (64 Episoden)
- 2014: Une nuit en enfer, la série: Peter « Pete » Bottoms (Lane Garrison) (Staffel 1, Episoden 1 et 9)
- 2015: 1992: Rocco Venturi (Alessandro Roja (it))
- 2018: Mocro Maffia
- 2018–2022: Voisins mais pas trop: Ernie (Gary Anthony Williams)
- 2019: Creepshow: Richie (Jesse C. Boyd) (Staffel 1, Episode 1)
- 2020: Alex Rider: Loup (Howard Charles) (Staffel 1)
- 2020–2022: Doctor Who: le Maître (Sacha Dhawan) (5 Episoden)
- 2022: Super Pumped: Sergey Brin (David Krumholtz)
- 2022: Life and Beth: Leonard (Michael Rapaport)
- 2022: Gangs of London: Hakim (Aymen Hamdouchi) (Staffel 2)
- 2023: The Winter King: Hywel (Sifiso Mazibuko)

#### Animationsfilm-Serien
- 1996–1998: Kenshin le vagabond: Makoto Shishio
- 2003–2005: Pichi Pichi Pitch: La Mélodie des Sirènes: Gaito
- 2003–2008: Nom de code: Kids Next Door: voix additionnelles
- 2004: Initial D: Fourth Stage: Wataru (Episoden 1 bis 12)
- 2007–2008: Shugo Chara!: le père de Shuraiya
- 2008–2010: Yu-Gi-Oh! 5D’s: Blister, Lug (Episode 2)
- 2008–2010: Les Merveilleuses Mésaventures de Flapjack: zusätzliche Stimme
- 2008–2011: Inazuma Eleven: David Samford, Xavier « Xéné » Foster, Edgar Partinus, Astram Schiller, Gregory Smith und Chansung Choi
- 2009: Winx Club: Ogron
- 2009–2010: Les Mistigris: Bartolo
- 2009–2011: Hot Wheels Battle Force 5: Sherman
- 2009–2014: Fanboy et Chum Chum: Oz
- 2009–2020: Le Dino Train: zusätzliche Stimmen
- 2010: Huntik: À la recherche des Titans: Den Fears
- 2010–2012: Die Avengers – Die mächtigsten Helden der Welt: Luke Cage
- 2010–2018: Adventure Time: Jake le chien
- 2011: Marvel: Logan – The Wolverine
- 2011–2012: Beyblade: Metal Fusion: Benkei Hanawa
- 2011–2013: Yu-Gi-Oh! Zexal: Chills et Quiton
- 2012: Beyblade: Shogun Steel: Benkei Hanawa
- 2014–2019: Mike Tyson Mysteries: Elton John
- 2017–2021: Bunsen est une bête: Bunsen
- depuis 2019: Harley Quinn: Edward Nigma
- 2020–2022: Close Enough: Randy
- 2021: Les Mémoires de Vanitas: Lord August Ruthven
- 2021: The Dungeon of Black Company: voix additionnelles
- 2021: Mushoku Tensei: Jobless Reincarnation: voix additionnelles
- depuis 2021: Teenage Euthanasia: l’oncle Sam